# Транскрипція (лінгвістика)
Транскри́пція, або транскрибува́ння (лат. transcriptio, від transcribo — «переписую»), — наукова система запису мови, яку вживають у мовознавстві й має на меті послідовно відбити звуковий склад мови, чого часто не робить звичайна орфографічна система.
Транскрипція відрізняється від транслітерації, яка при перетворенні на українську мову іншомовних слів керується тим, як іншомовні слова пишуть, а не вимовляють.

## Види транскрипції

### Фонологічна
Фонологічна (або фонематична) транскрипція записує фонеми. Для цієї транскрипції української мови пристосовують українську абетку, але без літер ї, є, я, ю, щ; замість в може вживатися [ў]. Ідеально кожна фонема мала б передаватися однією літерою; тому м'які приголосні позначають як [т’], [д’], тощо, а дз, дж — спеціальними лігатурами.
Також широко вживається транскрипція латинськими літерами (за порядком колонок згаданих табл.):
- /i/ /e/ /y/ /u/ /o/ /a/,
- /p/ /b/ /m/ /ŭ (або v)/ /f/ /v/ /t/ /d/ /s/ /z/ /c/ /dz/ /l/ /n/ /š/ /ž/ /č/ /dž/ /r/ /t’/ /d’/ /s’/ /z’/ /c’/ /l’/ /r’/ /n’/ /j/ /k/ /g/ /x (або ch)/
- (/dz/ і /dž/ теж часто позначають спеціальними лігатурами).

Наприклад, «суди», «сюди» та «що» передаватимуться як:
- [суди́], [с'уди́], [шчо],
- або /sudý/, /s'udý/, /ščo/.

### Фонетична
Фонетична транскрипція має призначення передати вимову якнайточніше, застосовуючи різноманітні додаткові знаки: наприклад, ненаголошене е, и — як [еи] чи [ие] (н-д, [неису]); варіанти фонеми в: [v] чи [w] [voda/woda] (де v, w подібні до англійських v, w), напівм'яке [в'] [в'ін]; [а] варіант /а/, як у [c'äd' сядь]; довгота звука позначається [:] і наголос [ ́], наприклад, [роз: у́ти] /роззути/.
Фонологічну транскрипцію часто подають між скісними дужками / /, а фонетичну транскрипцію — між квадратовими [ ]. Кількість знаків може бути більша чи менша, і транскрипція відповідно буде точніша чи спрощена. На основі латинських літер з додатковими знаками побудовано міжнародний фонетичний алфавіт для фонетичної та фонологічної транскрипцій всіх мов, який одначе майже ніколи не використовується в українському мовознавстві.

### Морфологічна
Рідше вживану морфологічну транскрипцію (позначувана { } або < >) використовують, щоб виділити морфеми, ігноруючи ті чергування звуків, що відбуваються автоматично, наприклад, основа слова палець — пальця транслітерують як <пал'≠ц' — >, бо е з'являється автоматично, коли після ц’ нема голосного, а пом'якшення л зникає автоматично перед е.

## Практичні аспекти

### Передача українських імен іноземними мовами
Для написання в іншомовних виданнях латинськими літерами українських слів вживається міжнародна наукова система транскрипції, або правильніше, транслітерації, що складається з відповідників до українських літер (а не фонем; за порядком української абетки): a b v h g d e je ž z y i i ji k l m n o p r s t u f x(ch) c č š šč ju ja '(ь); український апостроф інколи передасться в цій системі подвійним апострофом чи лапками: ". Мінусом цієї системи є незвичність для західного читача форми літер ž, š, č і вимови деяких інших (наприклад, j для англійського чи французького читача асоціюється з /дж/ або /ж/, а не з /й/); тому існують ще «популярні» або «літературні» системи, що вживаються часто в не-мовознавчих виданнях. Так, в англійській мові вживаються системи, що відрізняється від міжнародної такими літерами: zh (ж), ї (ї), kh (х), ts (ц), ch (ч), sh (ш), shch (щ); на початку слова уе (є), у (й), уи (ю), уа (я), а в середині та кінці слова відповідно іе, і, іи, іа. Конгресова Бібліотека (США) вживає ie, iu, ia (з «дашками») та i («коротке») також і на початку слів, тоді як у багатьох виданнях для ширшого читача та у деяких академічних виданнях уе, у, уи, уа вживається у всіх позиціях. Хиби «популярних» систем — у певному браку однозначности (у = и, й, або і = і, й; zh = зг, ж; наприклад zhadaty може бути згадати або жадати). «Популярна» транслітерація в інших західних мовах має відповідні специфічні риси, наприклад, у французькій ou (у), і (ж), tch (ч), ch (ш), chtch (щ); у німецькій sh (ж), ch (х), z (ц), s (з), ss (c), tsch (ч), sch (ш), schtsch (щ), je (є), j (й), ju (ю), ja (я).

### Передача іноземних назв українською мовою
Передача іншомовних слів українською абеткою має елементи як транслітерації, так і дуже сильні елементи фонологічної транскрипції: наприклад, іспанське Juan = Хуан; якщо ж транскрипція відбувається через посередництво третьої мови, це може спричинити непослідовність та перекручення; наприклад, іспанське Juan через французьку (і російську) = Жуан; в Україні через російську мову запозичено польське Gierek = Герек (замість Ґєрек), або з протилежною помилкою тим самим шляхом із сербської Белград (з твердим б) — Бєлград.
Для деяких мов розроблені правила транскрипції або транслітерації:
- Кирилізація англійської мови
- Система Палладія для китайської мови
- Система Концевича для корейської мови
- Правила транслітерації фінських власних назв українською мовою
- Кирилізація японської мови